# Charles Weddepohl
Charles Weddepohl (Amsterdam, 7 december 1902 - Hollandsche Rading, 26 juni 1976) was een Nederlandse schilder en beeldhouwer.

## Leven en werk
Weddepohl ging als 14-jarige, na de HBS, naar de Kunstnijverheidsschool Quellinus Amsterdam en volgde de opleiding decoratief tekenen. In 1920 ging hij aan het werk als tekenaar bij de firma Heijstee-Smit en Co. In 1924 werd hij toegelaten tot de Rijksakademie van beeldende kunsten, waar hij schilderkunst studeerde bij Antoon Derkinderen en Richard Roland Holst.
Na zijn afstuderen in 1927 startte hij een eigen atelier in Amsterdam. Vanaf begin jaren dertig ging hij zich steeds meer richten op beeldhouwen. In 1935 liet hij een huis met atelier bouwen in Hollandsche Rading, waar hij tot aan zijn overlijden woonde. In 1969 moest hij wegens de ziekte van Parkinson stoppen met werken. Hij overleed op 73-jarige leeftijd.

## Werken (selectie)
- 1954 'Meisje met veulen', Hollandsche Rading
- 1954 'Vrouw met draperie', Zeist
- 1960 'De Baadster', Amstelveen
- 1960 'Meisje', Groenekan
- ? 'Danseresje', Winschoten

## Fotogalerij

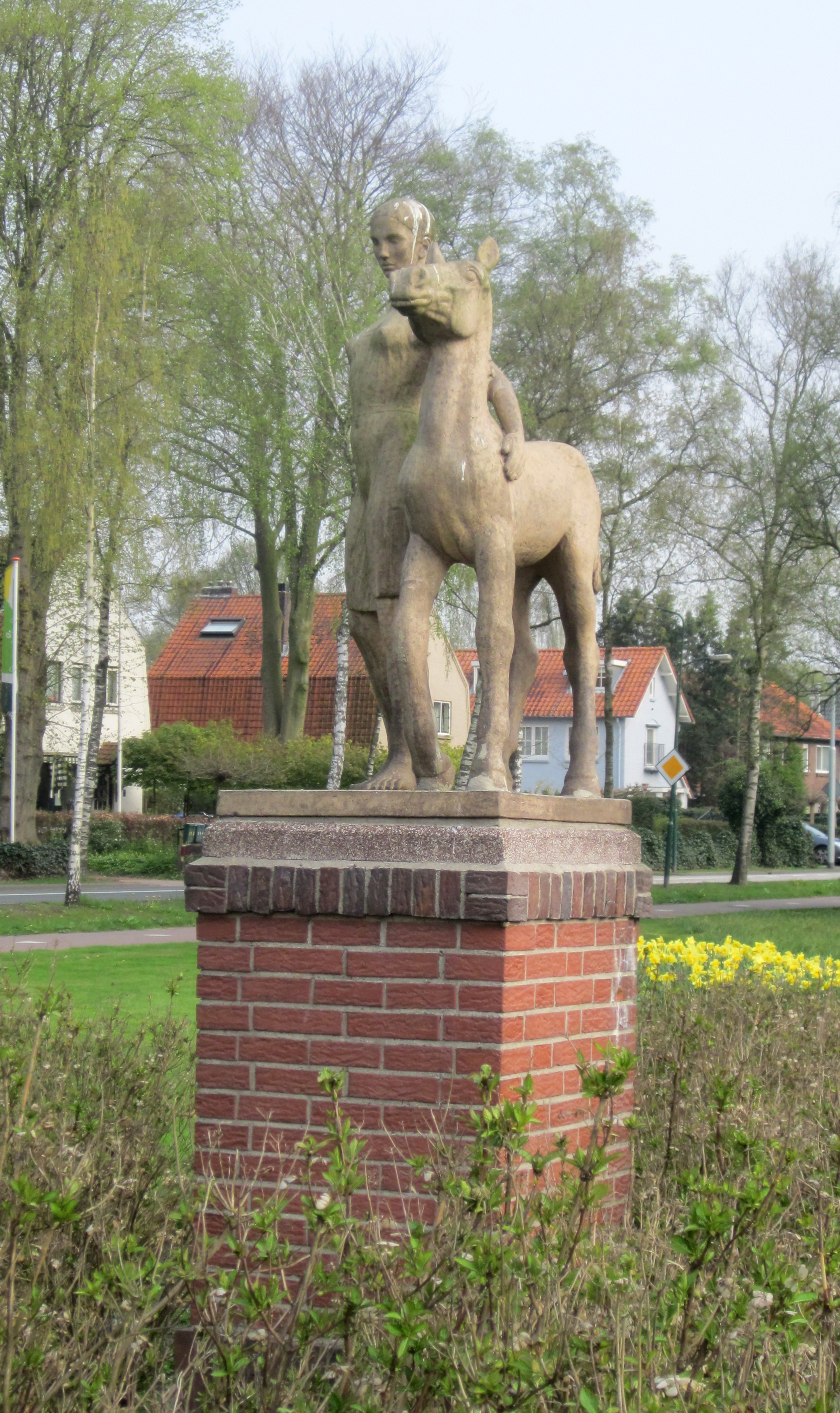
Meisje met veulen (1954)
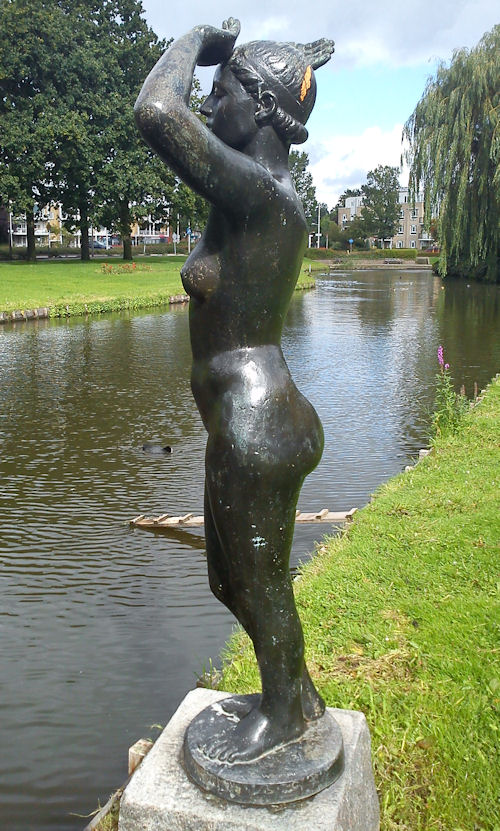
De Baadster (1960)
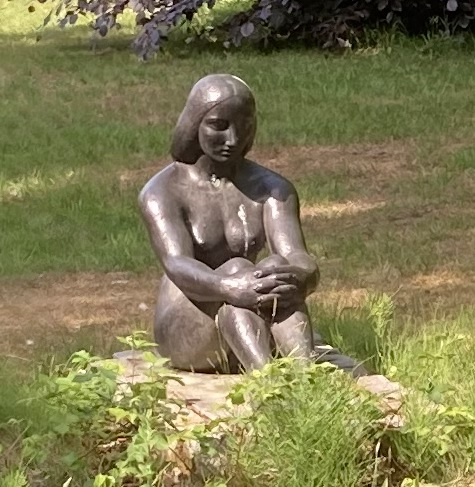
Zittende jonge vrouw